# Пёрл-Харбор — Хикэм
Объединённая база Пёрл-Харбор — Хикэм (англ. Joint Base Pearl Harbor-Hickam, IATA: HNL, ICAO: PHNL, FAA: HNL) — объединённая база Вооружённых сил США расположенная в штате Гавайи недалеко от Гонолулу. Образована после слияния военно-морской базы Пёрл-Харбор с авиабазой Хикэм, которые были объединены в 2010 году. Находится под управлением ВМС США.
Объединённая база Пёрл-Харбор — Хикэм является одной из 12 подобных баз в ВС США.
На базе находится штаб Тихоокеанских ВВС.